# Chloroclystis melochlora
Chloroclystis melochlora är en fjärilsart som beskrevs av Edward Meyrick 1911. Chloroclystis melochlora ingår i släktet Chloroclystis och familjen mätare. Inga underarter finns listade i Catalogue of Life.